# Solano (Venezuela)
Pour les articles homonymes, voir Solano.
Solano est la capitale de la paroisse civile de Solano dans la municipalité de Río Negro dans l'État d'Amazonas au Venezuela.